# Toshio Takabayashi
Toshio Takabayashi (高林 敏夫 Takabayashi Toshio?,  nacido el 15 de noviembre de 1953) es un exfutbolista japonés que se desempeñaba como delantero.
Takabayashi jugó 12 veces y marcó 2 goles para la Selección de fútbol de Japón entre 1974 y 1976. Fue elegido para integrar la selección nacional de Japón para los Juegos Asiáticos de 1974.

## Trayectoria

### Clubes
| Club    | País  | Año         |
| ------- | ----- | ----------- |
| Hitachi | Japón | 1976 - 1982 |

### Selección nacional
| Selección | País  | Año         |
| --------- | ----- | ----------- |
| Absoluta  | Japón | 1974 - 1976 |

## Estadística de equipo nacional
| Selección de Japón | Selección de Japón | Selección de Japón |
| Año                | Part.              | Goles              |
| ------------------ | ------------------ | ------------------ |
| 1974               | 4                  | 1                  |
| 1975               | 0                  | 0                  |
| 1976               | 8                  | 1                  |
| Total              | 12                 | 2                  |

## Palmarés

### Títulos nacionales
| Título                   | Club    | País  | Año  |
| ------------------------ | ------- | ----- | ---- |
| Copa Japan Soccer League | Hitachi | Japón | 1976 |